# Pølsevogn
Pølsevogn er en vogn hvorfra der servereres varme pølser og brød.
Allerede før 1. verdenskrig var der pølsevogne på gaden i større tyske byer som f.eks. Berlin.[kilde mangler] Grundlaget for denne specielle restaurationstype var opfindelsen af petroleumsbrænderen, der gjorde det muligt at mobilt opvarme kar og beholdere.

## Pølsevognens historie
Pølsevognen var oprindelig en trækvogn med en kobberkedel, der blev opvarmet med en primusbrænder. Omkring kedlen var bygget en trækasse som indeholdt bl.a. pølsebrød, der dengang var et rundstykke. Kassen, der var hvidmalet, var monteret på et understel med to store hjul og trækstænger.
Som det første sted i Danmark kørte der i 1917 pølsevogne i Aarhus. Dette skete sideløbede med behandlingen i byrådet af en ansøgning om at sælge pølserne i byen. Dette anmodning blev afvist og pølsesalget stoppede derfor igen. Afvisningen har fået flere til at skrive at der slet ikke blev solgt pølser i Aarhus, hvilket der dog gjorde. Pølsemanden gav bl.a. et interview til avisen Demokraten d. 21. november angående status på pølsesalget.
Den første by til at give en tilladelse til at sælge pølser i Danmark var København, hvor Borgerrepræsentation den 4. marts 1920 gav tilladelse til at sælge varme pølser på gaden. Det var dog først tirsdag den 18. januar 1921 at de første seks pølsevogne kom på de københavnske gader. Her blev der solgt varme pølser med brød fra seks mobile pølsevogne og siden bredte pølsevognene sig til resten af landet.
I 1922 bliver Aalborg den anden by med tilladelse til pølsevogne, i 1926 kommer de også til Odense og kort efter også til Aarhus (igen).
Særligt mellem 1950 og 1970 havde pølsevognene deres storhedstid. Vognene blev større og mere moderne men tabte fra 1970 markedsandele til stationære fastfoodrestauranter.
Fra 1942 var det i København gældende at man skulle have nedsat erhvervsevne for at få en stadeplads til en pølsevogn. På et tidspunkt blev dette ændret til at man havde fortrinsret hvis man havde nedsat erhvervsevne. Ligeledes var der ikke nogen slutdato på tilladelsen. Tilladelsen udløb dog når man blev 67 år, hvilket senere blev ændret til 70 år. Denne fortrins blev annulleret i 2011 og derfra var alle stille lige og tilladelserne blev givet for 3/5 år. Gamle aftaler var dog stadig gældende.

## Pølsevognen i dag
Pølsevognene står i dag i de fleste større danske byer. I 1970'erne var der omkring 700 pølsevogne i Danmark, men i dag er antallet nede på lidt over 100. Nogle pølsevogne har også ændret udseendet lidt idet de er blevet stationære og er uden hjul. I København er antallet faldet fra ca. 400 i 1950 til 93 i 2007 og 60 i 2010.
Vognene var i gamle dage mere eller mindre drevet af selvstændige erhvervsdrivende, men i dag er de fleste overtaget af de store slagterier som f.eks. Danish Crown, Steff Houlberg, eller Tulip.
En moderne pølsevogn har hjul under sig og er uafhængig af fast strøm- og vandforsyning, og hver 19. time lades den op. Den har egen motor og kan pakkes sammen i løbet af 15 minutter. Pølsevognen kan også være en påhængsvogn, der ved flytning kan kobles til en bil med anhængertræk.
Pølsevogne skal i Københavns og Slagelse kommune køres i garage hver aften. I resten af landet er det nu mere eller mindre faste pølsekiosker, der står for salget af varme pølser, det totale salg er på omkring 116 millioner stk. om året. En moderne pølsevogn sælger bl.a. hotdog, kogte eller ristede wiener- og knækpølser, franske hotdog, burgere og sodavand m.v.
Københavns Kommune afskaffede kravet om nedsat erhvervsevne i 2011. Odense har fastholdt kravet om funktionsnedsættelse.
I de senere år er pølsevognenes udvalg blevet udvidet med økologiske og vegetariske varianter
Pølsevognen er også blevet en eksportvare, bl.a. er der solgt over 100 til Rusland og ca. 70 til Sverige

## Kulturelle referencer
I julekalenderen Jul på Vesterbro fra 2003 spiller hovedpersonen Stewart Stardust's pølsevogn, Stewarts Foderbræt, en central rolle .